# Lučane na Vinski cesti
Lučane na Vinski cesti (nemško Leutschach an der Weinstrasse) so trška občina v okraju Lipnica na avstrijskem Štajerskem.  V začetku leta 2015 je v občini živelo  3.778 prebivalcev, v samem naselju Lučane pa samo 547. V občini je stoletja potekala slovenska narodnostna meja, ki se je ohranila do začetka 20. stoletja. V zadnjih 150 letih pa se je slovensko manjšinsko prebivalstvo izseljevalo v mesta ali pa skoraj v celoti germaniziralo.
Občina Lučane na Vinski cesti je nastala kot del strukturne reforme občin na Avstrijskem Štajerskem.  koncem leta 2014 z združitvijo občin Lučane, Gradišče, Eichberg-Trautenburg in Glanz na Vinski cesti v eno veliko.

## Geografija

### Geografski položaj
Lučane tako kot trško naselje kot sedanja velika občina leži na severni strani hribovja Remšnik in Kozjak do gričevnatega sveta severozahodnega dela Slovenskih goric z vodotoki Pesnice. 

### Občinska struktura
Sedanja občina zajema naslednjih deset katastrskih občin (v oklepaju nemška imena krajev z navedenim številom prebivalcev, stanje leto 2011): 
| - Hrastnik-Trautenburg (Eichberg-Trautenburg) (583) - Fötschach (642) - Klanec (Glanz) (178) - Veliki Boč (Großwalz) (142) - Kranje (Kranach) (213) | - Vrhovci (Langegg) (89) - Lučane (Leutschach) (547) - Pesnica (Pößnitz) (496) - Remšnik (Remschnigg) (267) - Gradišče (Schloßberg) (661) |  |

## Zgodovina
V zgodovinskih listina je kraj prvič omenjen leta 1250 kot ("Liubschach"). Prva cerkev v Lučanah je bila zgrajena do leta 1200 in je bila posvečena sv. Nikolaju, zavetniku trgovcev in popotnikov. Leta 1250 pa se je osamosvojila od župnije Lipnica  in postala samostojna župnija. Tega leta sta izpričana dva plemiča viteza Ulrik in Chrepilo, ki se imenujeta po kraju. Dolina Pesnice je bila alternativna pot nevarnejši poti po Dravski dolini v povezavah med vzhodom in zahodom. Zato je bil postavljen grad Žlemberk (Schmirnberg), ki je stoletja služil kot zaščita za varno potovanje trgovcev in popotnikov. Prej omenjena viteza sta bila leta 1250 vazala Smilnburcha. 
Območje okrog Lučan je v 13. stoletju pripadalo gradu Žlemberk, ki je bil v lasti Šentpavelskega samostana. Ta je ta grad z gospostvom leta 1365 podelil v fevd Celjskim grofom, ki so ga obvladovali do leta 1443, ko jim ga je zasedel cesar Friderik III. in ga dve leti kasneje naredil za deželnoknežji fevd, mu podelil tudi pravico krvnega sodstva, in ki so ga dajali v najem. Leta 1458 je cesar Friderik III. Habsburški kraju podelil trške pravice in pravico do nižjega sodstva. Prvega znanega trškega sodnika najdemo leta 1480. 
Ko so se turški vojaki sultana Sulejmana II. leta 1532 vračali po izgubljeni bitki za Dunaj, so zavzeli tudi Lučane in jih požgali. Kraj so obnovili, vendar ga je prizadel požar še leta 1547 in 1559. 
Kot občina je bila ustanovljena leta 1850 z okrožjem Trautenburg in je bila zelo velika. Leta 1882 je bila razdeljena na več manjših in sicer trg Lučane, Glanz, Gradišče in Zgornji Osek-Trautenburg.  Po koncu prve svetovne vojne je po mirovni pogodbi iz Saint-Germaina Južna Štajerska z letom 1919 pripadla državi SHS. Takrat je novi državi SHS pripadla 1/3 občine Gradišče. Območje vseh štirih občin sedanje velike občine se  je tedaj znašlo v izoliranem mejnem območju, ki je pomenilo gospodarsko zaostajanje. Leta 2015, po 132 letih je prišlo do ponovne združitve 4 občin.

## Kulturne in druge znamenitosti
Vsekakor je posebna znamenitost Lučan 1000 let stara lipa. 
- Sveti Duh na Ostrem Vrhu
- Grad Trautenburg
- Grad Žlemberk

## Partnerske občine
- Feucht, Bavarska, Nemčija